# Saint-Michel-de-Chavaignes
Saint-Michel-de-Chavaignes è un comune francese di 805 abitanti situato nel dipartimento della Sarthe nella regione dei Paesi della Loira.

## Società

### Evoluzione demografica
Abitanti censiti